# Robin Haase
Robin Haase (Haia, 6 de Abril de 1987) é um tenista profissional da Holanda. Tenista holandês de grande potencial, em pouco tempo de carreira, quebrou o Top 100 da ATP, em 2007, com 20 anos de idade.

## Carreira
Em 2005, foi vice-campeão júnior em Wimbledon. Em 2007 alcançou resultados surpreendentes: ainda sendo o nº 130 do mundo, chegou à semifinal do ATP de Amersfoort; e depois, derrotou o nº 10 do mundo Tomas Berdych na primeira rodada do Masters Series do Canadá.
Em 2008, derrotou o top 20 Marcos Baghdatis e chegou às quartas-de-final do ATP de Chennai; furou o qualifying do Australian Open e derrotou na 1ª rodada outro top 20, Ivan Ljubicic. No ATP de Rotterdam, derrota o top 10 Andy Murray e vai às quartas-de-final; e logo depois, obtém mais uma quartas-de-final no ATP de Zagreb. Vence o difícil Challenger de Sunrise. Em abril obtém mais uma quartas-de-final de ATP em Valência. Com isto, chega ao  ranking de nº 56 do mundo, porém, posteriormente, cai de produção, chegando a sair do top 100 mundial.
Haase não joga durante todo o ano de 2009, só retornando em novembro, com seu ranking zerado, obtendo 2 semifinais de Challengers.
Em 2010, vence o Challenger de Caltanissetta. Perde na 1ª rodada de Roland Garros, mas dando muito trabalho para o n.21 do mundo Nicolas Almagro, perdendo por 3 sets a 2; vence outro Challenger em Furth, e em Wimbledon, chegou à 2ª rodada, fazendo grande jogo contra o n.1 do mundo, Rafael Nadal, perdendo também por 3 a 2. Em agosto vence 3 Challengers seguidos. E em novembro, no ATP 500 de Basel, chega às quartas-de-final derrotando o top 20 John Isner, perdendo logo depois para Novak Djokovic.
Em 2011 chega às quartas-de-final do ATP 250 de Chennai, à 3a rodada do Australian Open e às quartas-de-final do ATP 250 de Nice. Nas duplas, em fevereiro, obtém seu primeiro título de ATP em Marselha. Em simples, obtém seu primeiro título de ATP em Kitzbuhel. Encerrou o ano de 2011 como o número 45 do mundo.

### Grand Slam finais

#### Duplas: 1 (0–1)
| Posição | Ano  | Campeonato      | Piso | Parceiro      | Oponentes            | Placar   |
| ------- | ---- | --------------- | ---- | ------------- | -------------------- | -------- |
| Vice    | 2013 | Australian Open | Duro | Igor Sijsling | Bob Bryan Mike Bryan | 3–6, 4–6 |

## ATP finais

### Simples: 4 (2 títulos, 2 vices)
| Legenda                           |
| --------------------------------- |
| Grand Slam (0–0)                  |
| ATP World Tour Finals (0–0)       |
| ATP World Tour Masters 1000 (0–0) |
| ATP World Tour 500 Series (0–0)   |
| ATP World Tour 250 Series (2–2)   |

| Títulos por Piso |
| ---------------- |
| Duro (0–0)       |
| Saibro (2–1)     |
| Grama (0–0)      |
| Carpete (0–0)    |

| Posição | N. | Data            | Torneio                                           | Piso     | Oponente              | Placar             |
| ------- | -- | --------------- | ------------------------------------------------- | -------- | --------------------- | ------------------ |
| Campeão | 1. | 6 Agosto 2011   | Bet-at-home Cup Kitzbühel, Kitzbühel, Áustria     | Saibro   | Albert Montañés       | 6–4, 4–6, 6–1      |
| Campeão | 2. | 28 Julho 2012   | Bet-at-home Cup Kitzbühel, Kitzbühel, Áustria (2) | Saibro   | Philipp Kohlschreiber | 6–7(2–7), 6–3, 6–2 |
| Vice    | 1. | 28 Julho 2013   | Credit Agricole Suisse Open Gstaad, Gstaad, Suíça | Saibro   | Mikhail Youzhny       | 3–6, 4–6           |
| Vice    | 2. | 20 Outubro 2013 | Erste Bank Open, Vienna, Áustria                  | Duro (i) | Tommy Haas            | 3–6, 6–4, 4–6      |

### Duplas: 7 (2 títulos, 5 vices)
| Legenda                           |
| --------------------------------- |
| Grand Slam (0–1)                  |
| ATP World Tour Finals (0–0)       |
| ATP World Tour Masters 1000 (0–1) |
| ATP World Tour 500 Series (0–0)   |
| ATP World Tour 250 Series (2–3)   |

| Títulos por Piso |
| ---------------- |
| Duro (1–2)       |
| Saibro (1–2)     |
| Grama (0–1)      |
| Carpete (0–0)    |

| Títulos por Local |
| ----------------- |
| Outdoors (1–5)    |
| Indoors (1–0)     |

| Posição | N. | Data              | Torneio                                           | Piso     | Parceiro        | Oponentes                              | Placar                 |
| ------- | -- | ----------------- | ------------------------------------------------- | -------- | --------------- | -------------------------------------- | ---------------------- |
| Vice    | 1. | 22 Julho 2007     | Dutch Open, Amersfoort, Holanda                   | Saibro   | Rogier Wassen   | Juan Pablo Brzezicki Juan Pablo Guzmán | 2–6, 0–6               |
| Vice    | 2. | 9 Janeiro 2011    | Chennai Open, Chennai, India                      | Duro     | David Martin    | Mahesh Bhupathi Leander Paes           | 2–6, 7–6(7–3), [7–10]  |
| Campeão | 1. | 20 Fevereiro 2011 | Open 13, Marseille, França                        | Duro (i) | Ken Skupski     | Julien Benneteau Jo-Wilfried Tsonga    | 6–3, 6–7(4–7), [13–11] |
| Vice    | 3. | 12 Junho 2011     | Gerry Weber Open, Halle, Alemanha                 | Grama    | Milos Raonic    | Rohan Bopanna Aisam-ul-Haq Qureshi     | 6–7(8–10), 6–3, [9–11] |
| Vice    | 4. | 26 Janeiro 2013   | Australian Open, Melbourne, Austrália             | Duro     | Igor Sijsling   | Bob Bryan Mike Bryan                   | 3–6, 4–6               |
| Vice    | 5. | 18 Maio 2014      | Internazionali BNL d'Italia, Roma, Itália         | Saibro   | Feliciano López | Daniel Nestor Nenad Zimonjić           | 4–6, 6–7(2–7)          |
| Campeão | 2. | 27 Julho 2014     | Crédit Agricole Suisse Open Gstaad, Gstaad, Suíça | Saibro   | Andre Begemann  | Rameez Junaid Michal Mertiňák          | 6–3, 6–4               |